# Sunway (mikroprocesszor)
A Sunway vagy ShenWei (申威), egy számítógépes mikroprocesszorsorozat, amit a kínai Vuhsziban található Jiangnan Computing Lab (江南计算技术研究所) fejlesztett ki. Csökkentett utasításkészletű (RISC) architektúrát használ, de az architektúra részletei pontosabban nem ismertek.

## Történet
A Sunway sorozat mikroprocesszorait elsősorban katonai felhasználásra fejlesztették, a Kínai Népköztársaság hadserege számítástechnikai igényeinek kielégítésére. Online fórumokon azt a véleményt fejtették ki, hogy az eredeti mikroarchitektúrát a DEC Alpha kialakítása inspirálta. Az SW-3 változatról úgy gondolják, hogy kifejezetten az Alpha 21164 processzoron alapul.
Jack Dongarra (amerikai informatikus) a negyedik generációs SW26010 jelű változatról kijelentette, hogy „a ShenWei-64 utasításkészlet ... nem kapcsolódik a DEC Alpha utasításkészlethez” és nem állítja, hogy ez egy új utasításkészlet az általa megnevezett három előző generációból, de az utasításkészlet pontos részletei nem ismertek.

## Generációk

### Sunway SW-1
- Az első generáció, 2006
- Egymagos processzor
- Órajele 900 MHz

### Sunway SW-2
- Második generáció, 2008
- Kétmagos
- Órajele 1400 MHz
- Gyártja a SMIC, 130 nm-es folyamattal
- Fogyasztása 70–100 W

### Sunway SW-3, SW1600
- Harmadik generáció, 2010
- 16 magos, 64 bites RISC[7]
- Órajele 975 – 1200 MHz[7]
- 65 nm folyamat
- Teljesítménye 140,8 GFLOPS 1,1 GHz-es órajelen
- Max. memóriakapacitás: 16 GiB
- Csúcs memória-sávszélesség: 68 GiB/s
- Négy csatornás 128 bites DDR3
- Négy utasítás kibocsátású szuperskalár architektúra
- Két fixpontos és két lebegőpontos végrehajtóegység
- 7 fokozatú fixpontos (integer) futószalagja és 10 fokozatú lebegőpontos futószalagja van
- 43 bites virtuális cím és 40 bites fizikai cím
- Max. 8 TiB virtuális memória és 1 TiB fizikai memória elérését támogatja
- L1 gyorsítótár: 8 KiB-os utasítás-gyorsítótár és 8 KiB-os adat-gyorsítótár[7]
- L2 gyorsítótár: 96 KiB[7]
- 128 bites rendszersín

### Sunway SW26010
- Negyedik generáció, 2016
- 64 bites RISC processzor
- sokmagos architektúra, 4 CPU klaszterrel egy lapkán, melyek mindegyike 64 könnyűsúlyú számítási CPU-ból áll, egy felügyelő CPU-val, melyeket csipen lévő összekötő hálózat kapcsol össze[8]

## Fordítás
Ez a szócikk részben vagy egészben  a   Sunway (processor) című angol Wikipédia-szócikk ezen változatának fordításán alapul.  Az eredeti cikk szerkesztőit annak laptörténete sorolja fel. Ez a jelzés csupán a megfogalmazás eredetét és a szerzői jogokat jelzi, nem szolgál a cikkben szereplő információk forrásmegjelöléseként.